# Mikroarray
Mikroarrays, genchips, DNA-chips eller micromatricer er en molekylærbiologisk metode til at måle genotyper eller gen ekspression (relative koncentrationer af mRNA). Der findes forskellige udgaver af metoden, men de har alle tilfælles at en overflade, der som oftest er en nylonmembran eller en siliciumdioxid, inddeles i tusindvis af forskellige, mindre områder (celler). Via en teknik, der kaldes fotolitografi påføres hver celle en oligonukleotid; disse kaldes sonder eller prober. Hver type af oligonukleotid modsvarer en vis sekvens i et specifikt mRNA- eller DNA-transskript. Man inkuberer herefter sit microarray med en skabelon som er markeret med nogle mindre molekyler, ofte biotin. Skabelonen kan enten være et PCR-produkt eller cDNA.
Efter inkubationen udnytter man almindelig fluroucens eller biotinfarvning, dvs. binding med høj affinitet til streptavidin for at aflæse den mængde af skabelonen som har bundet sig til sonderne i cellerne. Et computerprogram bruges til at konstruere et skematisk billede over de relative niveuer af transkription.
Mikroarrays er en teknik der tillader at man hurtigt og effektivt kan undersøge aktiviteten hos tusindvis af forskellige gener samtidigt. Indenfor mange anvendelsesområder har  sekventering nu overtaget. Dette gælder særligtt inden for de områder der angår måling gen-ekspression, hvor RNA-sekventering i dag er langt mere udbredt. Indenfor systematisk måling DNA genotyper i mennesker, er microarrays stadig langt mere udbredte i antal brugere, i høj grad drevet frem af forbrugergenetiske firmaer som 23andme og ancestry.com.